# Wiatrak Ta’ Kola
Wiatrak Ta' Kola (malt. Il-Mitħna ta' Kola, ang. Ta' Kola Windmill) – jeden z niewielu w pełni zachowanych wiatraków archipelagu maltańskiego. Pochodzi z XVIII wieku, znajduje się w wiosce Xagħra, na wyspie Gozo. W pobliżu znaleźć można ruiny świątyni Ġgantija.

## Historia
Wiatrak został zbudowany w roku 1725, przez Fondazione Vilhena Wielkiego Mistrza Antonio Manoela de Vilhenę, w celu zaspokojenia potrzeb ekonomicznych rosnącej populacji wyspy. W roku 1780, z powodu złej jakości kamieni i zaprawy, użytych do jego budowy, wiatrak rozebrano i wybudowano od nowa.

Młyn kilkakrotnie zmieniał właścicieli, aż na początku XX wieku przeszedł w ręce rodziny Grech, uznanych młynarzy z Mosty na wyspie Malcie. Rodzina ta prowadziła młyn do lat 80. XX wieku; przedostatnim właścicielem był Nikola (Kola) Grech, od którego wiatrak wziął swą nazwę (malt. Il-Mitħna ta' Kola – wiatrak Mikołaja). Jako ostatni prowadził młyn Ġużeppi Grech, syn Nikola, znany lokalnie jako Żeppi ta' Kola, zmarły w roku 1987.

## Architektura

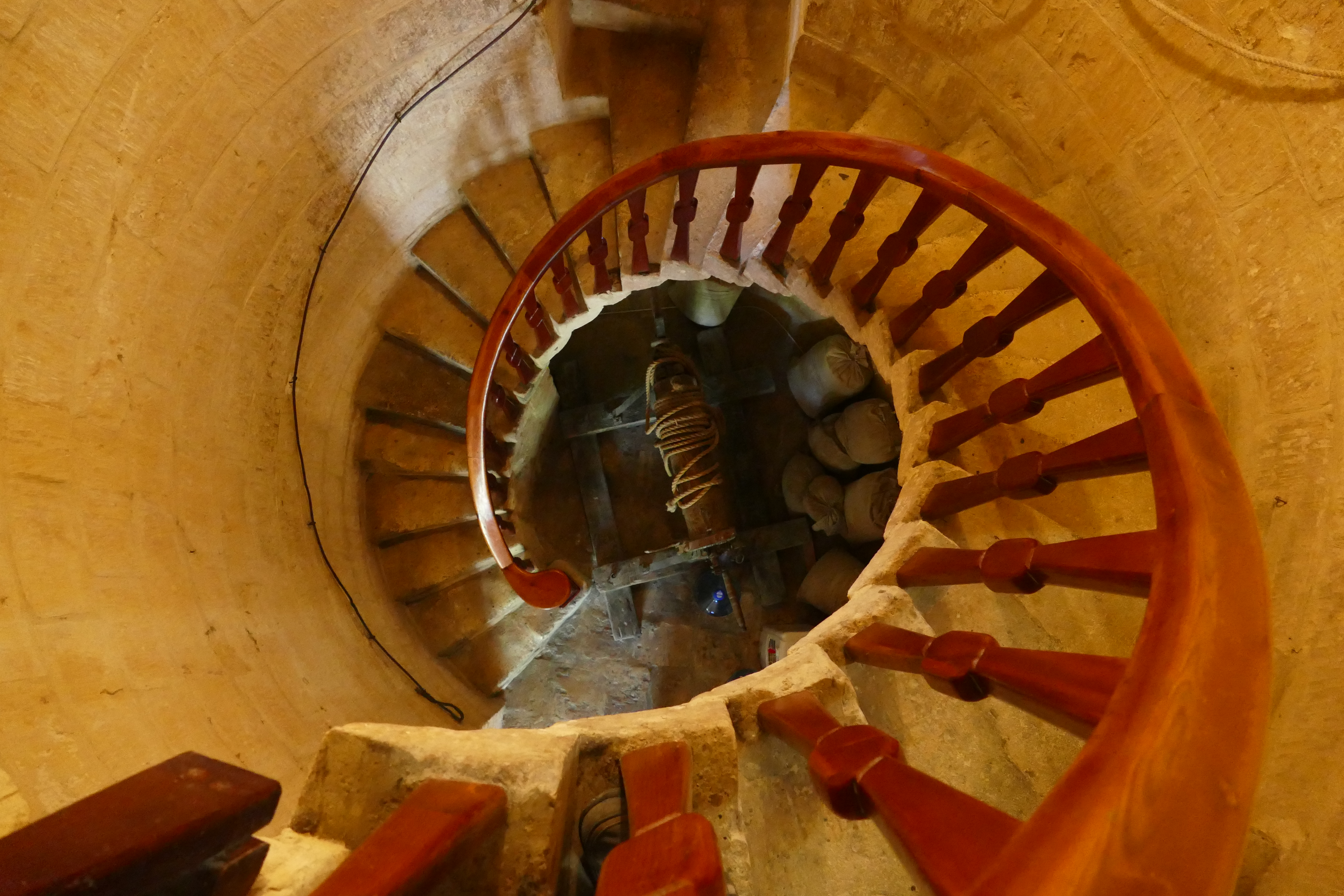
Spiralne schody wewnątrz wiatraka Ta' Kola

Architektura budynku, podobnie, jak wielu innych maltańskich wiatraków, jest typowa dla tego rodzaju budowli z tamtego okresu. Ciąg pomieszczeń, wykorzystywanych do różnych celów, jest rozmieszczony w dwukondygnacyjnym budynku, zbudowanym wokół centralnej cylindrycznej kamiennej wieży. W wieży znajduje się mechanizm młyna, z dwoma, ułożonymi jeden na drugim, okrągłymi kamieniami do mielenia ziarna, do którego prowadzą spiralne schody. Odtworzone zostały skrzydła wiatraka i mechanizm do mielenia zboża;
podobnie jak mieszkanie młynarza.

## Muzeum
Budynek został otwarty dla publiczności jako muzeum w roku 1992. Na parterze wiatraka Ta' Kola znajdują się pomieszczenia warsztatowe, w których pokazany jest szeroki wybór narzędzi, głównie do obróbki drewna i żelaza; niektóre z nich zostały wykonane przez właścicieli młyna. Część ekspozycji poświęcona jest procesowi wypieku chleba. Na pierwszym piętrze dawne pomieszczenia mieszkalne młynarza, w tym kuchnia, jadalnia i sypialnia, zostały odtworzone z wykorzystaniem tradycyjnych mebli i przedmiotów związanych z lokalnym rzemiosłem, takim jak tkactwo i koronkarstwo. W kuchni można znaleźć tradycyjne naczynia i przybory kuchenne, które trudno dziś spotkać. Pokazane są również tradycyjne stroje, m.in. maltańska għonnella.